# Ville de Port Lincoln
La ville de Port Lincoln (City of Port Lincoln) est une zone d'administration locale située à l'extrémité sud de la péninsule d'Eyre dans l'État d'Australie-Méridionale, en Australie.
Elle ne comprend que la ville de Port Lincoln et les quartiers environnants : Boston Bay, Happy Valley, Kirton Point, Lincoln Cove, Lincoln Gardens, Porter Bay et Rustlers Gully.